# 哈林卡
50°40′44″N 29°49′57″E / 50.67889°N 29.83250°E
哈林卡（烏克蘭語：Галинка）是位於烏克蘭北部的村莊，由基辅州布恰区的博罗江卡市镇負責管轄。該村面積1.2平方公里，海拔高度151米，2001年人口248，人口密度每平方公里206.7人。